# 南部地方行政管理委员会
南部地方行政管理委员会，是缅甸佤邦下辖的一个管理委员会，由171军区管辖，负责佤邦南部地区（即南佤）行政事务。

## 历史沿革
1990年代，佤邦联合军在与蒙泰军的战争中逐步占据缅泰边境地区，战后经缅甸中央政府批准，佤邦于1999年至2002年，将佤邦北部高寒山区以种植毒品为生的数万民众移民搬迁至南部地区。在21世纪初，佤邦一些公开出版的地图将南部地区标注为“万宏县”，将万宏、勐甘（今译勐岗）、永邦、回俄、勐觉（今译勐角）、户约、康巴标注为区。2011年10月时，南部地区设有南部地方行政管理委员会（又称南部行政事务管理委员会），下辖万宏、勐岗、勐角、永邦、户板户约、回俄6个区。根据佤邦新闻局的报道，此后佤邦撤销了户板户约区，并在南部地区西部边境地带设立凯隆区，仍维持6个区。

## 行政区划
南部地方行政管理委员会驻万宏，下辖6个区：
- 万宏区（Veng' Wan Hong）：忠义乡、新德乡、仁爱乡、和平乡[5]
- 回俄区（Veng' Hoe Aw）：忠孝乡
- 勐岗区（Veng Yaong: Moeg）：王河乡、新东乡
- 勐角区（Veng Meung Cawd）：回多乡、那墨乡[6]
- 永邦区（[7]）：永邦乡
- 凯隆区（Veng Yaong Khraox）：彬沙乡[8]、南嘎乡[9]

## 民族
佤邦南部地区总人口近10万，有佤族、拉祜族、阿卡族、傣族、汉族、缅族、孟族、傈僳族、景颇族、崩龙族等多个民族，其中佤族占83.79%。